# ماري فيشر
ماري فيشر (بالإنجليزية: Mary Fisher)‏ (و. 1993 – م) هي سباحة، من نيوزيلندا، شاركت في ألعاب بارالمبية صيفية 2012، وألعاب بارالمبية صيفية 2016.

## جوائز
حصلت على جوائز منها:
- نيشان الاستحقاق لنيوزيلندا.

## روابط خارجية
- ماري فيشر على موقع Paralympic.org (الإنجليزية)
- ماري فيشر على موقع اللجنة البارالمبية النيوزيلندية (الإنجليزية)